# Naxçıvan sul Don

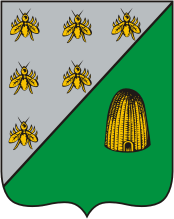
Lo stemma di Naxçıvan sul Don, adottato nel 1811. Raffigura api e un alveare, che simboleggiano la laboriosità degli armeni.

Naxçıvan sul Don o Nachičevan' sul Don (in russo Нахичевань-на-Дону?, Naxičevan'-na-Donu), noto anche come Nuova Nachičevan' (in armeno Նոր Նախիջևան?, Nor Naxiĵevan; in contrapposizione alla "vecchia" Naxçıvan), era una cittadina popolata da armeni, vicino a Rostov sul Don, nella Russia meridionale, fondata nel 1779 da armeni provenienti dalla Crimea. Mantenne lo status di città fino al 1928 quando fu unita a Rostov.

## Storia

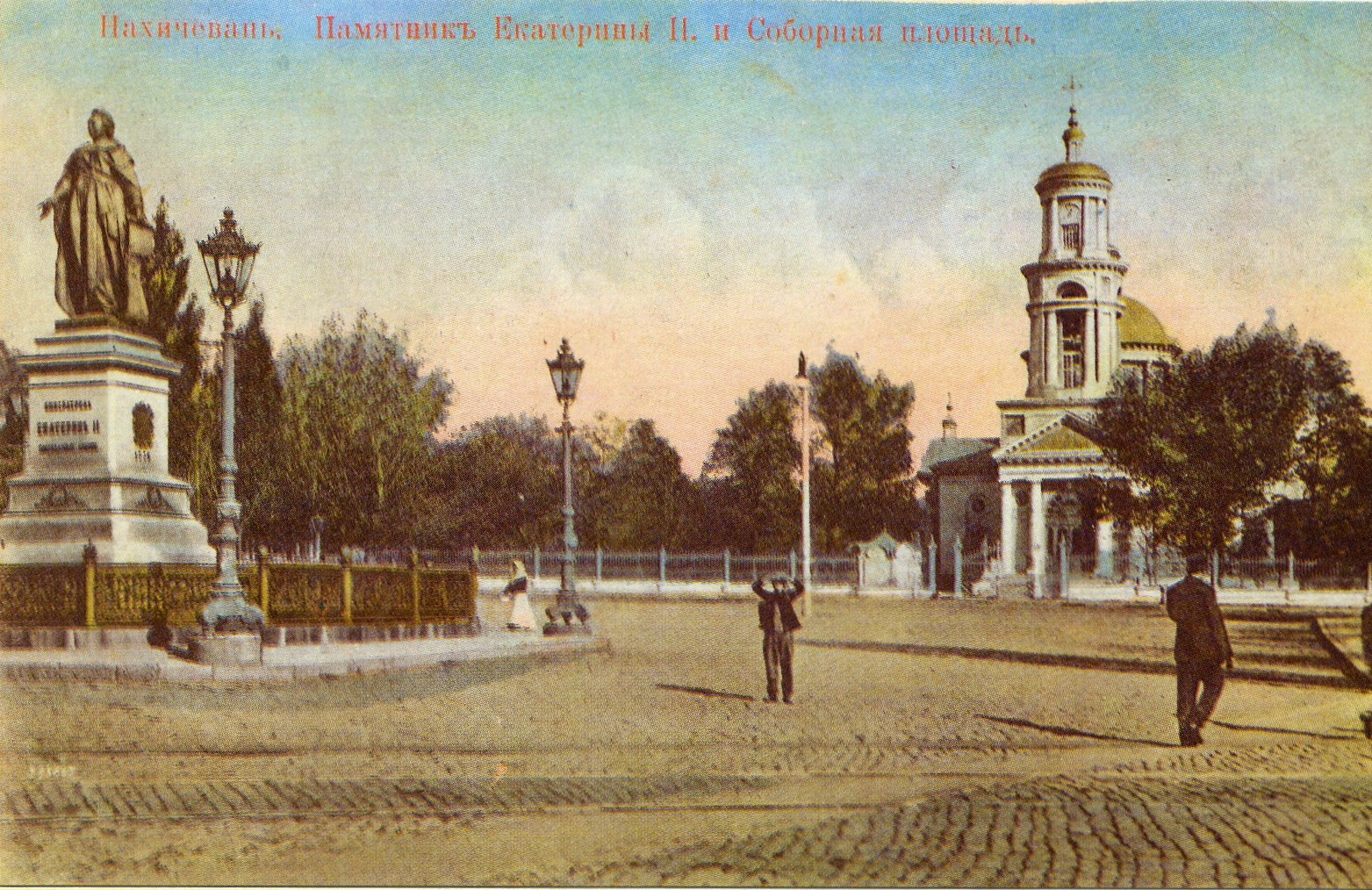
Monumento a Caterina la Grande e alla cattedrale di Gregorio l'Illuminatore sulla piazza principale della città.

Nell'estate del 1778, dopo che il Khanato di Crimea divenne uno stato vassallo russo, circa 12.600 armeni della penisola di Crimea furono reinsediati dal generale Aleksandr Suvorov nella regione del Don. L'impero russo cercò di rafforzare la Nuova Russia, che fu fondamentale per assorbire completamente la Crimea. L'imperatrice Caterina la Grande concesse agli armeni circa 86.000 ettari di terreno con un decreto del 14 novembre 1779. Il progetto di reinsediamento fu promosso e finanziato dal conte Hovhannes Lazarian.
Un terzo degli armeni morì durante il viaggio e durante il primo inverno. L'insediamento di Nuova Nachičevan' fu fondato dai sopravvissuti. "Crebbe rapidamente fino a diventare una città importante con una propria cattedrale e un seminario". Nel 1894 la comunità armena eresse la Colonna di Alessandro a Nachičevan' sul Don per celebrare l'imperatore Alessandro II di Russia.
Verso la fine del XX secolo faceva parte dell'Oblast della'armata del Don. Nel 1896 aveva una popolazione stimata di 32.174 abitanti, di cui 14.618 (45,4%) residenti nativi e 17.556 (54,6%) non residenti. La popolazione apostolica armena era stimata in 18.895 (58,7%), ortodossa in 10.965 (34,1%), altri (ebrei, vecchi credenti, musulmani, cattolici, protestanti) in 2.314 (7,1%).  Secondo il censimento imperiale russo del 1897 la città aveva una popolazione di 28.427 abitanti. Gli slavi orientali (russi, ucraini e bielorussi) costituivano circa i due terzi della popolazione (19.224), mentre gli armeni (8.277) costituivano una minoranza significativa (29,1%).

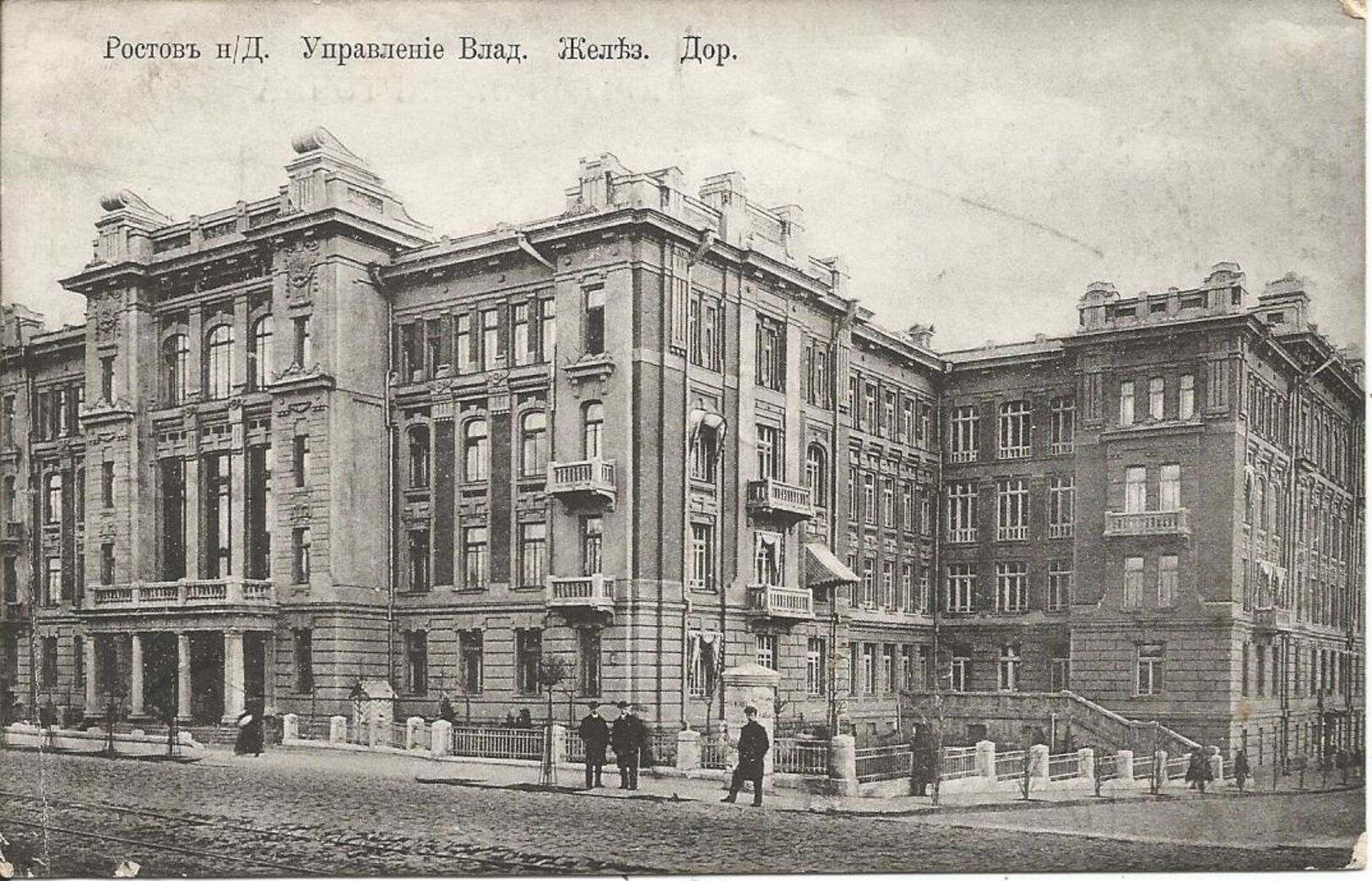
Nachičevan' sul Don. Amministrazione ferroviaria di Vladikavkaz, tra il 1890 e il 1917

## Fusione con Rostov e storia successiva
Verso la fine del XIX secolo fu "inghiottita dalla crescita di Rostov". Già nel 1897 una voce nel Dizionario enciclopedico Brockhaus ed Efron diceva della città: "Attualmente Nachičevan' sul Don si è fusa con Rostov in modo che i confini delle due città possono essere determinati solo da un piano approvato 11 maggio 1811."  Il 28 dicembre 1928 Nuova Nachičevan' entrò ufficialmente a far parte di Rostov. Nel 1929, l'area fu ribattezzata Proletarskij rajon (Пролетарский район), il distretto più grande di Rostov, e nel 2001 era diventata una "specie di quartiere armeno all'interno della città". Secondo il censimento russo del 2010, dei 41.553 armeni della città di Rostov sul Don, 10.008 (circa il 25%), vivono nel distretto di Proletarsky, dove costituiscono più dell'8% della popolazione, ben al di sopra della percentuale totale di armeni della città (3,8%).